# 皮恰耶沃區

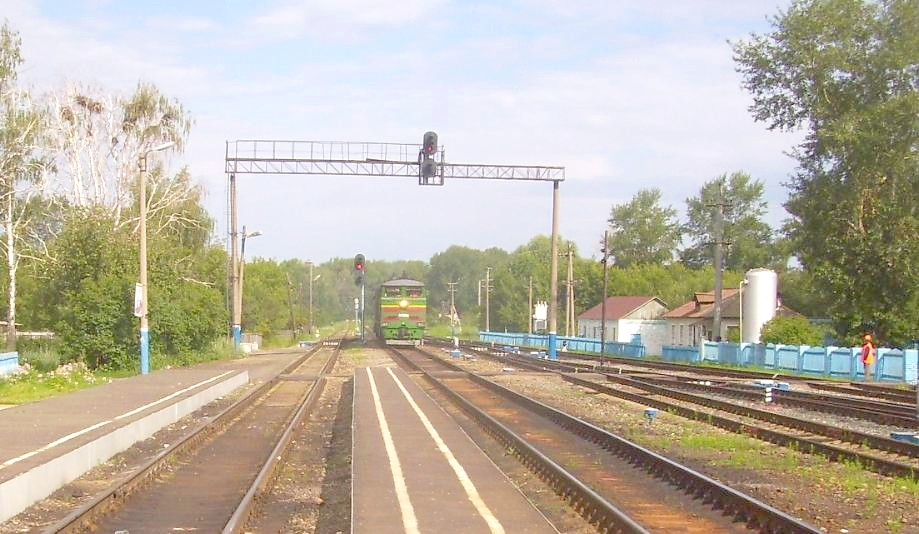

53°14′06″N 42°12′06″E / 53.23500°N 42.20167°E
皮恰耶沃區（俄语：Пичаевский район），是俄羅斯的一個區，位於該國西部，由坦波夫州負責管轄，面積1,294平方公里，2010年該區人口14,027，人口密度每平方公里10.84人。